# Rio Bălăcoaia
O Rio Bălăcoaia é um rio da Romênia afluente do rio Bucovăţ, localizado no distrito de Suceava.